# Stefanie Eifler
Stefanie Eifler (* 1967 in Bielefeld) ist eine deutsche Soziologin.

## Leben
Eifler studierte Soziologie, Psychologie und Erziehungswissenschaften an den Universitäten Bonn, Köln und Bielefeld. Sie wurde 1997 an der Universität Bielefeld promoviert und habilitierte sich 2004 ebendort. Es folgten Forschungsaufenthalte an der Universität Warschau und der University of Essex. Eifler übernahm Lehrstuhlvertretungen an der Universität Konstanz, der Universität Halle und der Universität Gießen im Bereich Methoden der empirischen Sozialforschung und Statistik. Ende 2009 folgte Stefanie Eifler einem Ruf der Universität Halle auf den Lehrstuhl für quantitative Methoden in den Sozialwissenschaften. Seit April 2013 hat sie den Lehrstuhl für Soziologie und empirische Sozialforschung an der Katholischen Universität Eichstätt-Ingolstadt inne.
Ihr Arbeitsschwerpunkt ist die Kriminalsoziologie. Sie forschte unter anderen zu den Themen: Control Balance und Eigentumsdelikte, Gelegenheitsstrukturen und Kriminalität, Kriminelle Handlungen im Kontext von Routineaktivitäten, Die Bedeutung von Gelegenheiten zur Erklärung abweichenden Handelns in High-Cost- und Low-Cost-Situationen.

## Schriften (Auswahl)
- Einflußfaktoren von Alkoholkonsum. Sozialisation, Self-Control und differentielles Lernen. Deutscher Universitäts-Verlag, Wiesbaden 1997, ISBN 3-8244-4239-6.
- Soziale Kontexte krimineller Handlungen. Deutscher Universitäts-Verlag, Wiesbaden 1999, ISBN 3-8244-4330-9.
- Kriminalsoziologie. Transcript-Verlag, Bielefeld 2002, ISBN 3-933127-62-9.
- Kriminalität im Alltag. Eine handlungstheoretische Analyse von Gelegenheiten. Verlag für Sozialwissenschaften, Wiesbaden 2009, ISBN 978-3-531-15071-0.